# Yamate

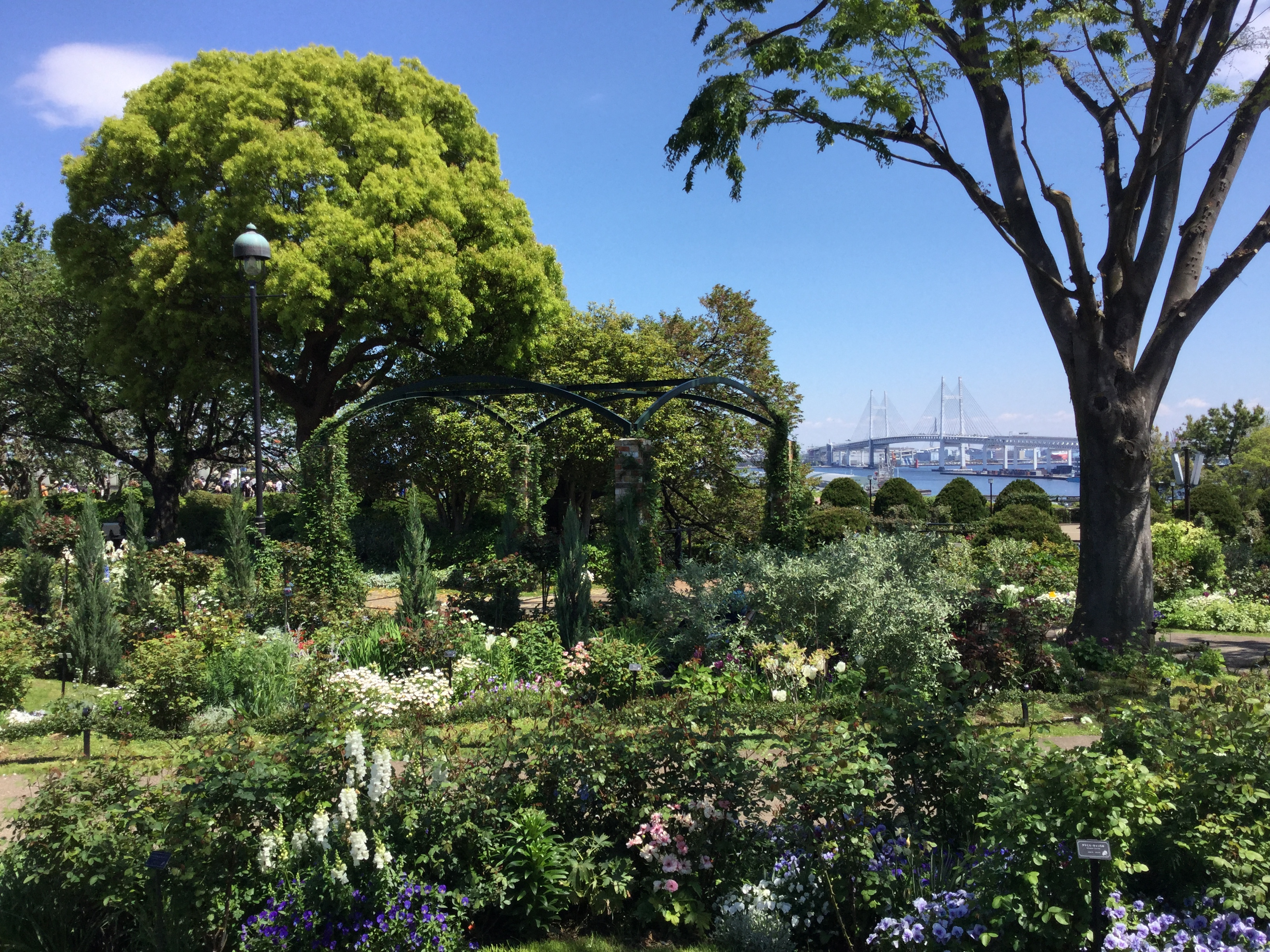
Uitzicht vanaf Harbour View Park, Yamate richting de Yokohama Bay Bridge

Yamate (山手) is een historische buurt in Naka-ku, Yokohama die in het Engels vaak The Bluff genoemd wordt. De buurt staat bekend als de woonplaats van buitenlanders in de Bakumatsu-, Meiji- en Taisho-periode. Hoewel de wijk nog steeds overwegend voor bewoning gebruikt wordt, is het gebied ook populair onder toeristen.

## Geschiedenis

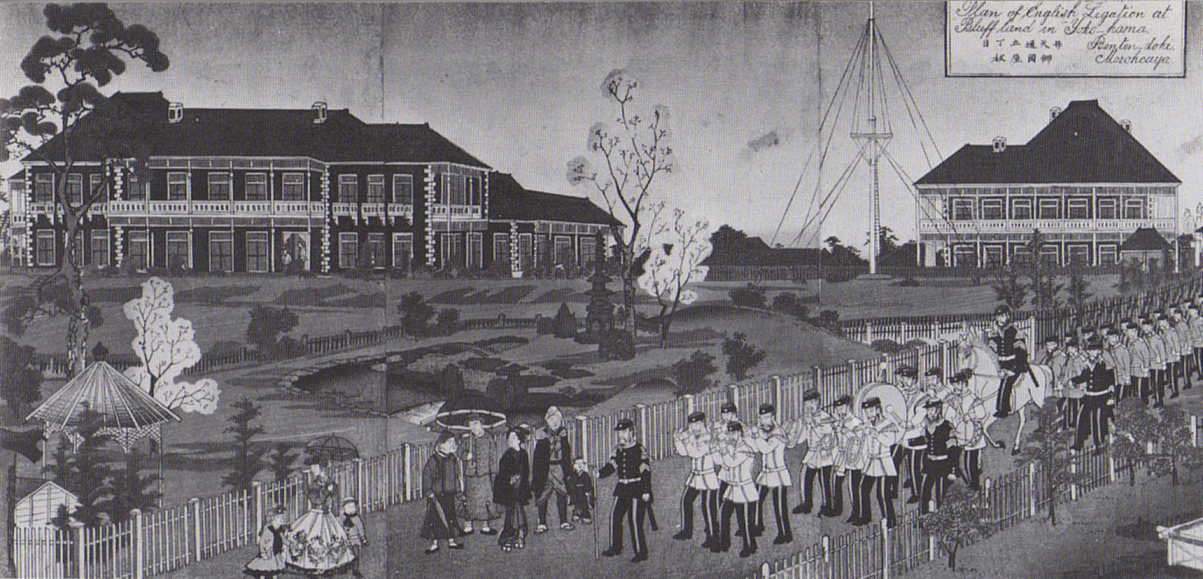
Verblijf van de Britse consul, Yamate (1867) Afgebeeld door Hiroshige II

Toen de haven van Yokohama in 1859 voor het eerst geopend werd voor buitenlanders wegens het Harrisverdrag, werd de huisvesting voor deze buitenlanders beperkt tot een laaggelegen gebied dat bekend stond als Kannai. Omdat de activiteiten in het gebied al snel te uitgebreid werden voor het kleine gebied, werd in 1862 begonnen met de bouw van de Yamate Bluff. Het gebied was in eerste instantie bedoeld voor buitenlandse diplomaten. Een van de eerste gebouwen die op de Bluff gebouwd werd was dan ook een woning voor de Britse consul-generaal, Sir Rutherford Alcock.

### Brits militair garnizoen
Van 1862 tot 1875 werden de Britse diplomatische en commerciële belangen beschermd door een garnizoen soldaten, die gevestigd waren aan de rand van de heuvel die uitkeek op de haven. Na een reeks aanvallen op de Britse ambassade in Yedo, werden Britse diplomaten in Yokohama vanaf 1860 beschermd door militairen die op het eiland gestationeerd waren. In 1861 werd dit kleine aantal militairen aangevuld door Royal Marines van de HMS Renard. In januari 1864 kwam een nog veel groter regiment van de 20th (East Devonshire) Regiment of the Foot aan op de HMS Vulcan. Ook kwamen er twee groepen van de 2nd Baloochees van de Bombay Native Infantry aan. Een marinebataljon arriveerde op 25 mei 1864 aan boord van de HMS Conqueror. Het totale aantal buitenlandse militairen op het eiland bereikte daarmee 1.700. In de daarop volgende jaren werden deze soldaten vervangen door soldaten van de 9th (East Norfolk) Regiment of Foot, 11th, 67th en de 10th (North Lincoln) Regiment of Foot.

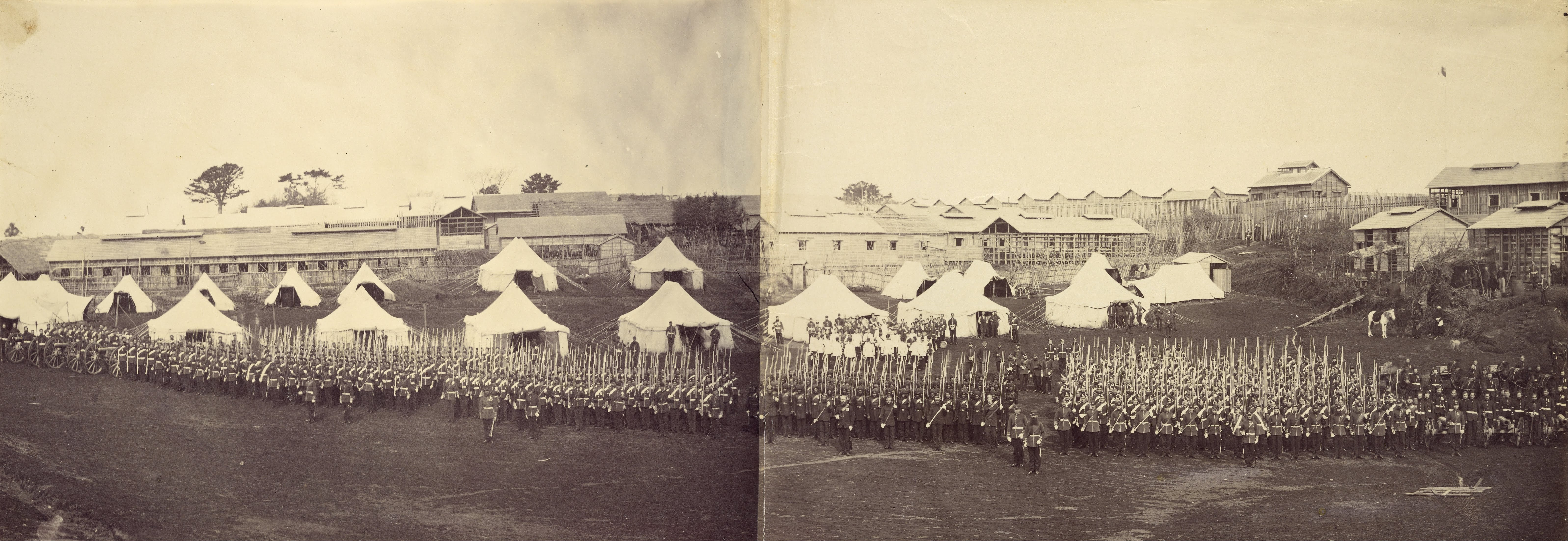
Brits militair terrein, Yamate (c.1864) gefotografeerd door Felice Beato

Kaarten uit 1864 geven aan dat er veel voorzieningen voor soldaten op het eiland aanwezig waren. Zo waren er onder andere een ziekenhuis, winkels en een groot paradegebied, dat reikte van het huidige park dat uitkijkt op de haven tot de huidige locatie van Christ Church, Yokohama. Teamsporten, met name cricket en rugby, werden in Japan voor het eerst gespeeld op het paradegebied door Britse militairen.
De faciliteiten in het kamp liepen zeer uiteen; de houten hutten van het 20th regiment beschermden beter tegen de regen en vochtigheid van de omgeving dan de tenten van het marinebataljon. Gedetailleerde rapporten van de Royal Navy geven aan dat in het kamp regelmatig een uitbraak van pokken was. Ook was dysenterie een groot probleem, dat kort na de aankomst van het marinebataljon de levens van 11 man eiste.
In dezelfde periode hadden Franse diplomaten ook een klein aantal soldaten bij zich. Deze soldaten verbleven naast het Franse consulaat. Een Frans militair ziekenhuis werd ingericht aan de voet van de heuvel.

## Historische verblijven

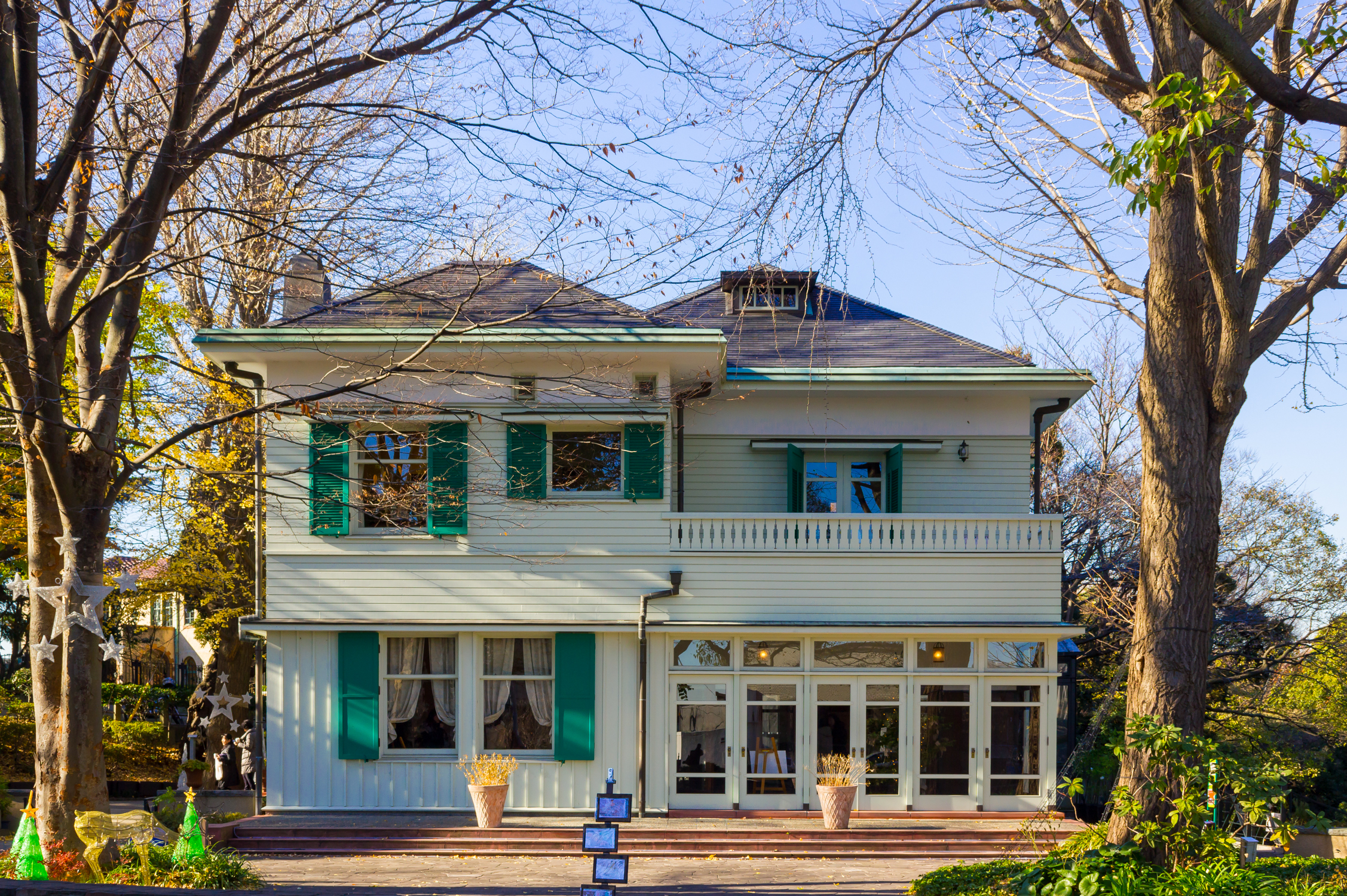
Ehrismann-verblijf (1927)

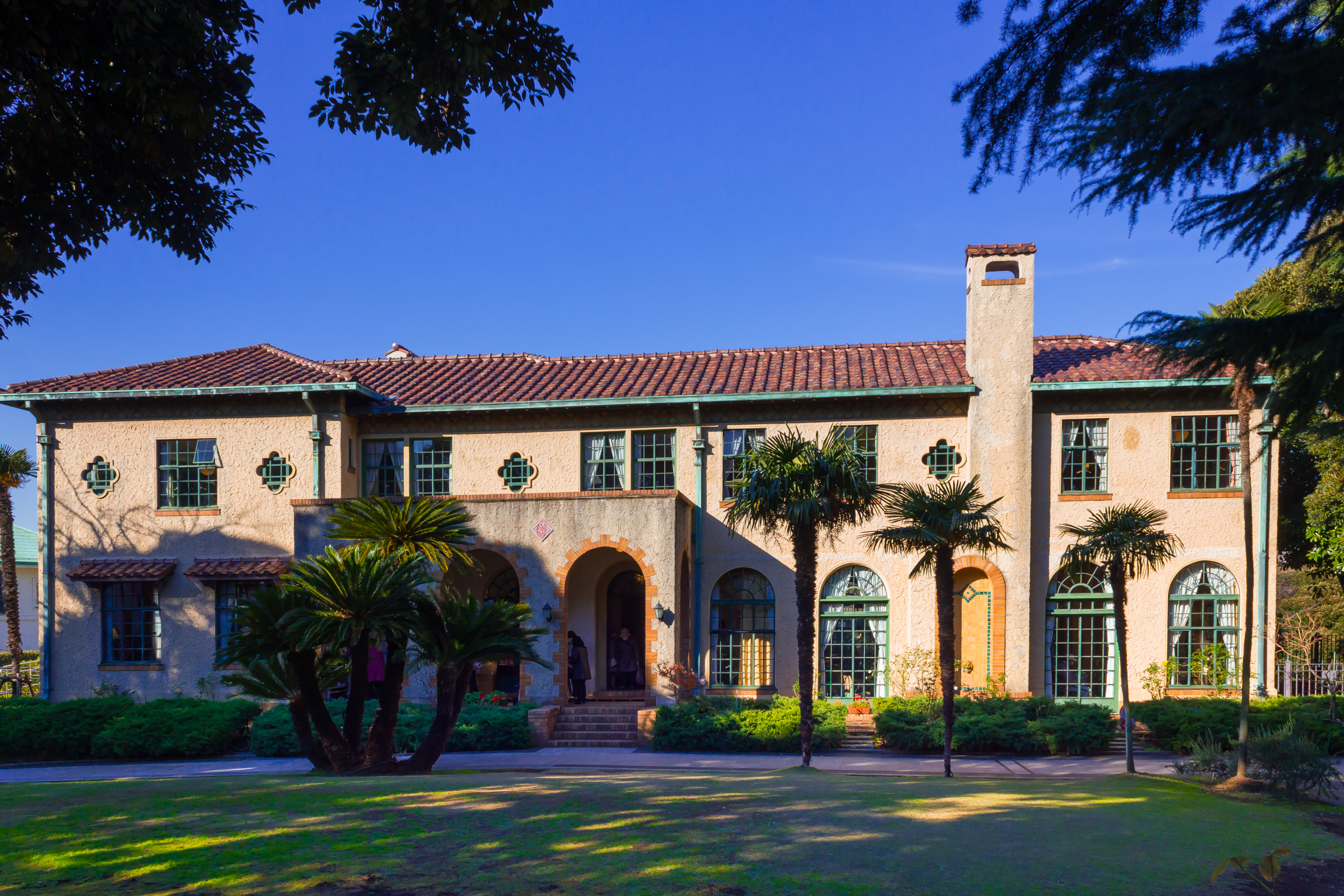
Berrick Hall (1930)

In het Meiji-tijdperk vestigden veel hoge functionarissen van de Kannai handelscorporaties, oyatoi gaikokujin en diplomaten uit andere landen een huis in Yamate.
Hoewel veel van de huizen in het gebied vernietigd werden door de aardbeving van 1923, bleef een aantal bouwwerken uit de Meiji- en Taishoperiode bewaard. Deze gebouwen en de siertuinen die erbij horen zijn vrij toegankelijk en zijn populaire toeristische attracties. In veel van de gebouwen zitten nu theehuizen of wordt seizoensgebonden kunst vertoond. Gebouwen uit de Meiji-, Taisho- en Showa-tijdperken die gratis te bezoeken zijn, zijn:
- Diplomat's House (1910) ontworpen voor de Japanse ambassadeur Sadatsuchi Uchida door James McDonald Gardiner. Staat naast het Bluff 18 huis in het Italian Garden Park.
- Het Ehrismann Verblijf (1927) ontworpen door Antonin Raymond
- Berrick Hall (1930) ontworpen door Jay H. Morgan als verblijf voor een Britse handelaar.
- Voormalig verblijf van de Britse consul(1937) bevindt zich in het Harbour View Park
- Yamate 111 huis ook ontworpen door Jay H. Morgan en het Yamate 234 huis.

## Sightseeing en lokale bezienswaardigheden

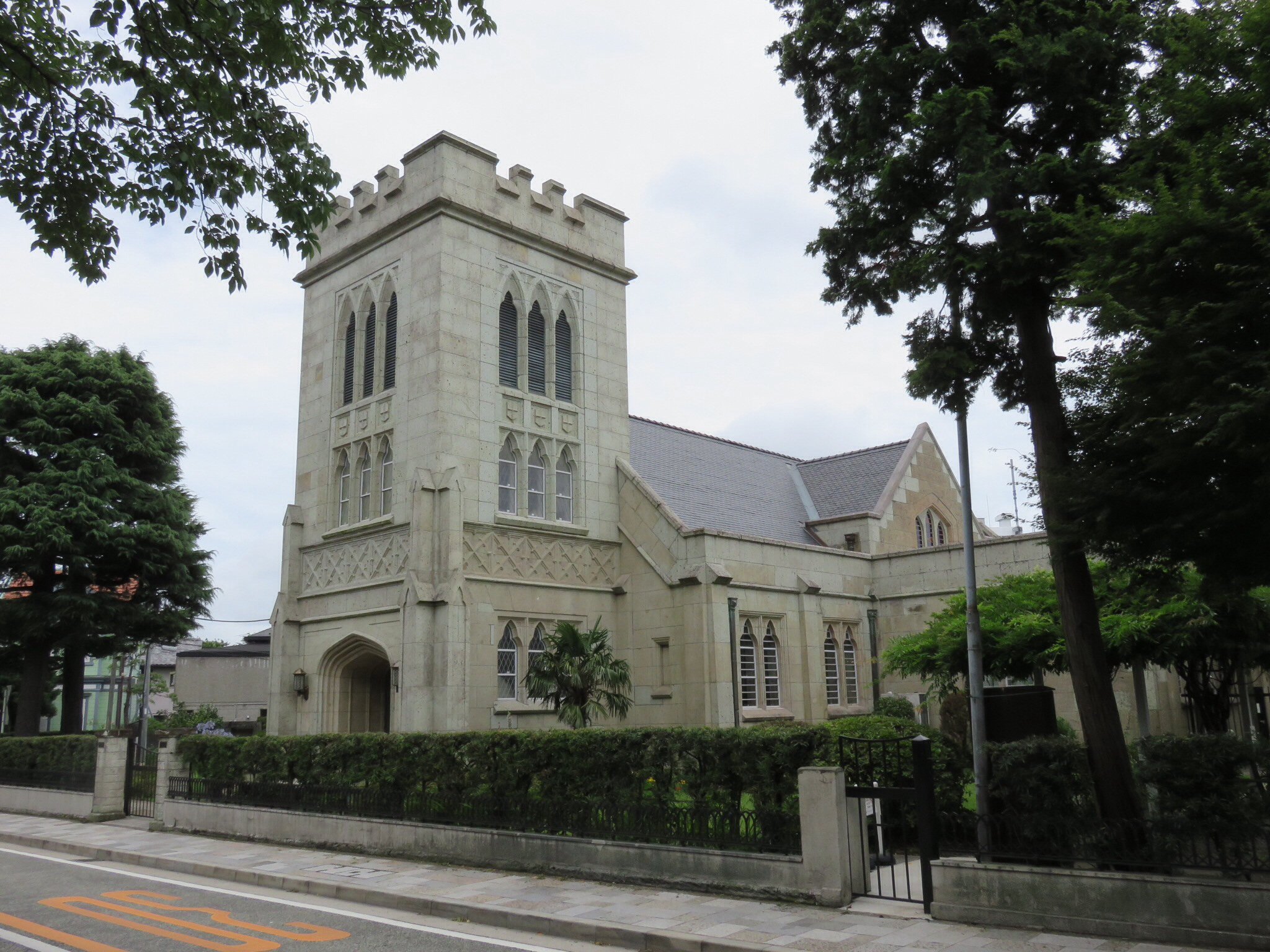
Christ Church, Yokohama

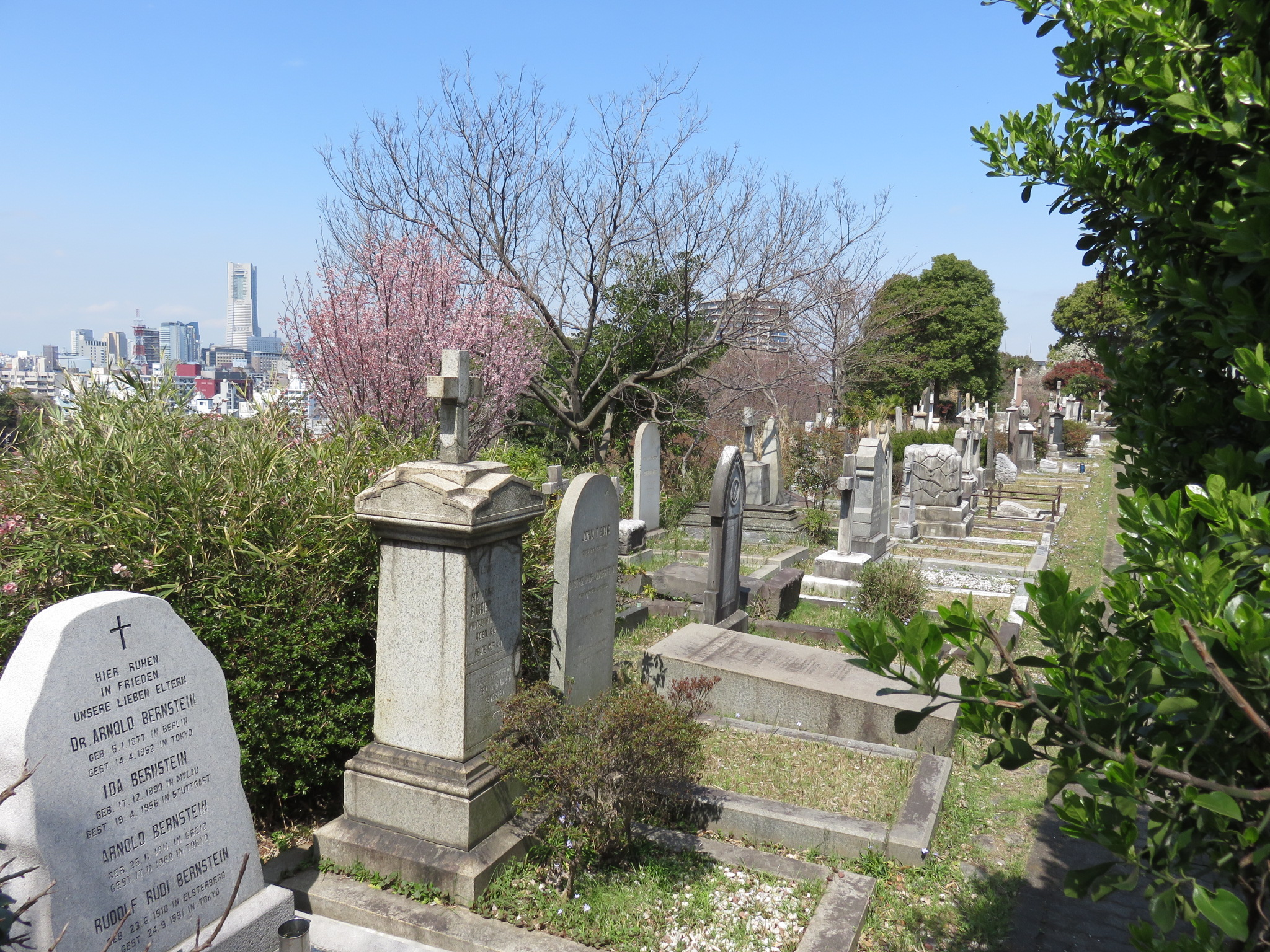
Yokohama Begraafplaats voor Buitenlanders

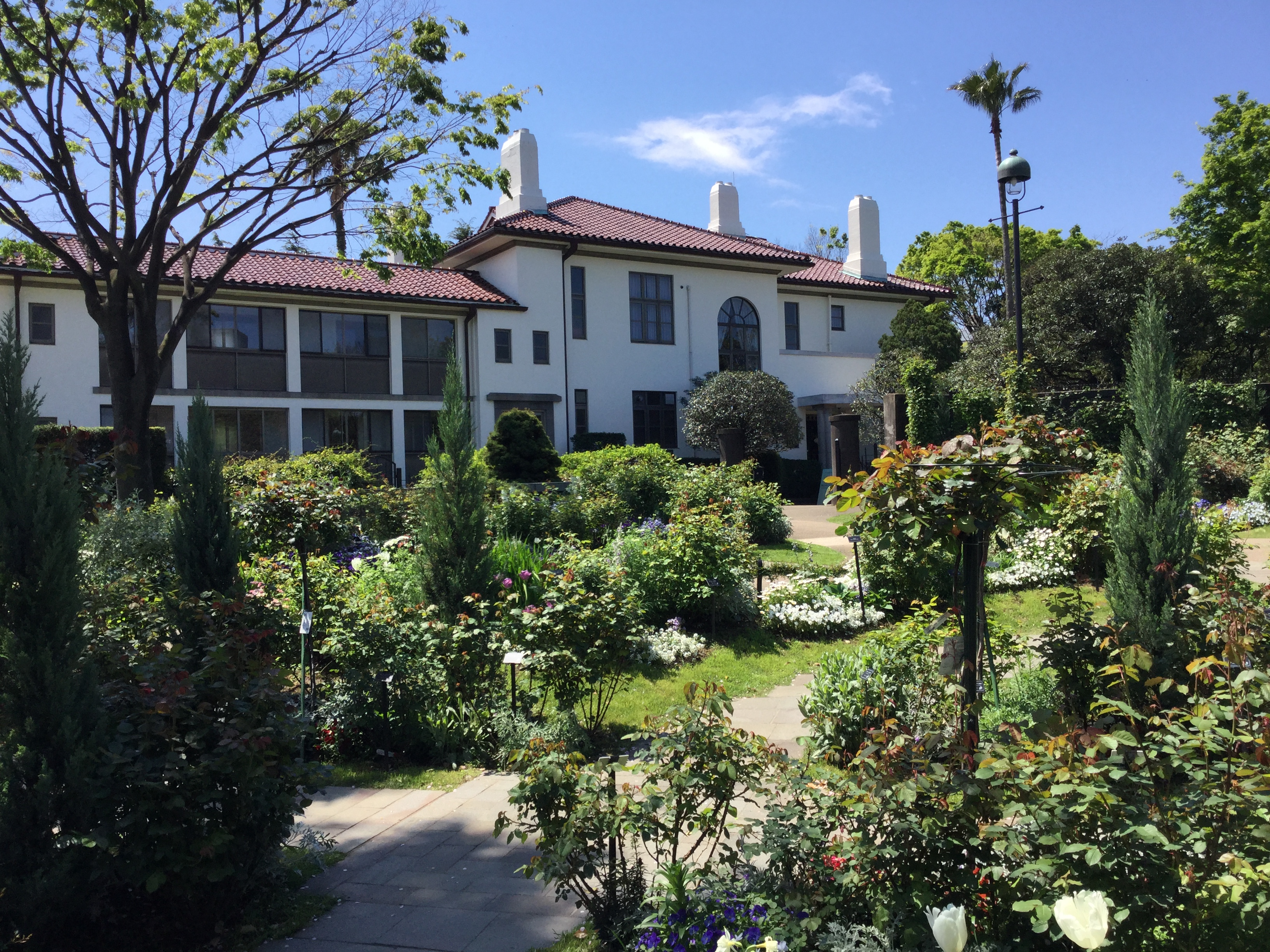
Voormalig verblijf van de Britse consul (1937)

In het gebied staan de Yokohama International School, Saint Maur International School en Ferris Universiteit. Ook zijn er te vinden:
- Harbour View Park Minato no mieru oka koen (港の見える丘公園)
- Yokohama Begraafplaats voor Buitenlanders opgericht in 1859, bevat veel graven van buitenlanders die tijdens de Bakumatsu- en Meijiperiode naar Yokohama kwamen. Ter plaatse is ook een klein museum ter nagedachtenis aan speciale buitenlanders die veel voor de ontwikkeling van Yokohama betekend hebben.
- Anglicaans, Christ Church opgericht in Yamashita-cho in 1863
- Katholiek, Heilig Hartkathedraal opgericht in Yamashita-cho in 1862
- Kirin Park vlak bij William Copelands originele Spring Valley Brewery, de eerste grote bierfabrikant van Japan.
- Yokohama Country & Athletic Club, Japan's oudste sportclub, opgericht in 1868.
- Voormalige Negishi Renbaan. Gebouwd in 1866 als vervanging van de in 1862 gebouwde renbaan achter het gebied Kannai. De baan werd vanaf 1942 niet meer gebruikt. Het is nu een stadspark met een klein museum rondom de paardensport. De hoofdtribune, die in 1929 door de Amerikaanse architect Jay H. Morgan ontworpen werd is nog steeds een bezienswaardigheid die veel toeristen trekt.
- Italian Garden Park
- Gaiety Theatre Museum, gebouwd op de grond van het Gaiety Theatre opgericht in 1866.
- Het Yokohama Kattenmuseum
- Het Yokohama Blikken Speelgoed Museum

De buurt is nog voornamelijk een woonwijk, net als het gebied Motomachi dat aan de voet van de Yamate-heuvel ligt.

## Vervoer
Yamate is bereikbaar via het Motomachi-Chūkagai Station, het eindpunt van de Minatomirai Line metro. Voetgangers kunnen met liften en trappen bij het station komen vanaf de winkelstraat van Motomachi.
Ishikawacho Station van de JR East Negishi Line geeft toegang tot andere bezienswaardigheden zoals Italian Garden Park, het Bluff 18 huis en de Ferris Universiteit. Yamate Station, dat ook aan de JR East Negishi Line ligt, is in de buurt van de Yokohama Country & Athletic Club en de voormalige Negishi Renbaan.